# Kościół św. Józefa Oblubieńca w Rybocicach
Kościół pw. św. Józefa Oblubieńca w Rybocicach – rzymskokatolicki kościół filialny w Rybocicach, w powiecie słubickim, w województwie lubuskim. Należy do dekanatu Rzepin w diecezji zielonogórsko-gorzowskiej.